# Pertusaria melaleucoides
Pertusaria melaleucoides är en lavart som beskrevs av Müll. Arg. Pertusaria melaleucoides ingår i släktet Pertusaria och familjen Pertusariaceae.   Inga underarter finns listade i Catalogue of Life.